# Hypolycaena wardi
Hypolycaena wardi är en fjärilsart som beskrevs av Paul Mabille 1878. Hypolycaena wardi ingår i släktet Hypolycaena och familjen juvelvingar. Inga underarter finns listade i Catalogue of Life.